# Gai Màrius Trogus
Gai Màrius Trogus (llatí: Gaius Marius Trogus) va ser un magistrat romà del segle i aC.
Era un dels triumviri monetales en temps d'August. El seu nom apareix en algunes monedes. En una d'aquestes es veu a un costat a August i al revers dos homes drets amb la llegenda llatina C. MARIVS C. F. TRO. III. VIR..